# Oberliga 1950-1951
L'edizione 1950-51 della Oberliga vide la vittoria finale del Kaiserslautern.

## Classifica finale

### Gruppo 1
|  | Pos. | Squadra        | Pt | G | V | N | P | GF | GS | DR |
|  | ---- | -------------- | -- | - | - | - | - | -- | -- | -- |
|  | 1.   | Kaiserslautern | 9  | 6 | 4 | 1 | 1 | 14 | 8  | +6 |
|  | 2.   | Schalke 04     | 7  | 6 | 3 | 1 | 2 | 7  | 6  | +1 |
|  | 3.   | Greuther Fürth | 4  | 6 | 1 | 2 | 3 | 8  | 9  | -1 |
|  | 4.   | St. Pauli      | 4  | 6 | 2 | 0 | 4 | 6  | 12 | -6 |

| Arbitro: | Kormannshaus |

|                |           |                     |
| Eckel 13’, 71’ | Marcatori | 47’ Helbig 65’ Nöth |

| Arbitro: | Zacher |

|            |           |                    |
| Kleina 36’ | Marcatori | 53’ Haß 80’ Kruppa |

| Arbitro: | Nettekoven |

|                              |           |                                       |
| Boller 30’ (rig.) Kruppa 81’ | Marcatori | 10’, 17’ Baßler 80’ Wanger 88’ Walter |

| Fürth 13 maggio 1951 2ª giornata | Fürth  | 0 – 0 referto | Schalke 04 | Sportpark Ronhof (22.000 spett.)\| Arbitro: \| Imbeck \| |
| Arbitro:                         | Imbeck |               |            |                                                          |

| Arbitro: | Imbeck |

|           |           |  |
| Baßler 5’ | Marcatori |  |

| Arbitro: | Schumann |

|                                |           |         |
| Appis 30’ Schade 45’, 46’, 82’ | Marcatori | 66’ Haß |

| Arbitro: | Faist |

|                |           |  |
| Eckel 15’, 30’ | Marcatori |  |

| Arbitro: | Burmeister |

|                                  |           |                  |
| Matzkowski 43’ (rig.) Kleina 83’ | Marcatori | 72’ (rig.) Appis |

| Arbitro: | Nettekoven |

|           |           |                           |
| Appis 39’ | Marcatori | 18’, 63’ Baßler 20’ Eckel |

| Arbitro: | Liebig |

|  |           |                   |
|  | Marcatori | 13’ Dargaschewski |

| Arbitro: | Skuballa |

|                                   |           |                    |
| Malinowski 16’, 75’ Eppenhoff 88’ | Marcatori | 3’ Baßler 8’ Eckel |

| Arbitro: | Pucker |

|          |           |  |
| Beck 13’ | Marcatori |  |

### Gruppo 2
|  | Pos. | Squadra         | Pt | G | V | N | P | GF | GS | DR  |
|  | ---- | --------------- | -- | - | - | - | - | -- | -- | --- |
|  | 1.   | Preußen Münster | 8  | 6 | 4 | 0 | 2 | 22 | 16 | +6  |
|  | 2.   | Norimberga      | 8  | 6 | 4 | 0 | 2 | 17 | 13 | +4  |
|  | 3.   | Amburgo         | 6  | 6 | 3 | 0 | 3 | 12 | 12 | 0   |
|  | 4.   | TeBe Berlino    | 2  | 6 | 1 | 0 | 5 | 10 | 20 | -10 |

| Arbitro: | Pennig |

|                                                 |           |                         |
| Wojtkowiak 49’ Spundflasche 71’ Adamkiewicz 79’ | Marcatori | 16’ Schmutzler 84’ Graf |

| Arbitro: | Burmeister |

|                    |           |                          |
| Brenzke 56’ (rig.) | Marcatori | 18’ Lammers 40’ Preißler |

| Arbitro: | Skuballa |

|                             |           |                                                   |
| Berndt 41’ Wilde 60’ (rig.) | Marcatori | 42’ (rig.) Brenzke 45’ Winterstein 69’ Kallenborn |

| Arbitro: | Dusch |

|                                       |           |              |
| Preißler 29’ Lammers 59’ Weghorst 87’ | Marcatori | 78’ Rohrberg |

| Arbitro: | Nettekoven |

|                 |           |                                  |
| Adamkiewicz 65’ | Marcatori | 9’ Winterstein 32’ Herbolsheimer |

| Arbitro: | Fink |

|                           |           |                                             |
| Weghorst 50’ Preißler 71’ | Marcatori | 35’ (aut.) Schulz 85’ Schmutzler 88’ Berndt |

| Arbitro: | Schmetzer |

|                                                 |           |               |
| Wojtkowiak 39’, 81’ Harden 60’, 79’ Ebeling 89’ | Marcatori | 48’ Gerritzen |

| Arbitro: | Kormannshaus |

|                                                   |           |          |
| Kallenborn 30’ Winterstein 55’ Brenzke 89’ (rig.) | Marcatori | 33’ Graf |

| Arbitro: | Reinhardt |

|  |           |                 |
|  | Marcatori | 84’ Adamkiewicz |

| Arbitro: | Zimmermann |

|                                                              |           |                                                 |
| Preißler 14’ Rachuba 25’, 63’ Gerritzen 32’, 51’ Lammers 50’ | Marcatori | 10’, 81’ Winterstein 15’ Morlock 83’ Kallenborn |

| Arbitro: | Bernbeck |

|                                 |           |                                                                                            |
| Schmutzler 4’ Pohnke 25’ (aut.) | Marcatori | 30’ Schulz 57’, 77’ Lammers 72’ Preißler 79’, 88’ Rachuba 81’ (aut.) Warstat 87’ Gerritzen |

| Arbitro: | Wershoven |

|                                          |           |            |
| Kallenborn 12’, 25’, 27’ Winterstein 34’ | Marcatori | 51’ Harden |

### Finale scudetto
| Arbitro: | Reinhardt |

|                                                                                         |            |                                                                                           |
| Walter 61’, 74’                                                                         | Marcatori  | 47’ Gerritzen                                                                             |
| Adam Rasch Kohlmeyer E.Liebrich W.Liebrich Jergens Eckel F.Walter O.Walter Baßler Fuchs | Formazioni | Mierzowski Lesch Schulte Rickmann Pohnke Lezgus Gerritzen Preißler Schulz Rachuba Lammers |
| Schneider                                                                               | Allenatori | Multhaup                                                                                  |

## Verdetti
| Campione di Germania Ovest 1950-51 |
| ---------------------------------- |
| Kaiserslautern 1º titolo           |